# Odontosia sieversii
Odontosia sieversii is een nachtvlinder uit de familie van de tandvlinders (Notodontidae). 
De vlinder heeft een spanwijdte van 39 tot 49 millimeter. De basiskleur van de vleugel is geel tot grijsgeel, met een dichte donkere bespikkeling. De middenband op de voorvleugel is wat donkerder en is afgezet met lichtgekleurde sterk getande lijnen. Over de achtervleugel loopt een lichtgekleurde lijn. De franje is geblokt.
De soort gebruikt berk als waardplant. De rups wordt gevonden in april en mei. De vliegtijd is van eind maart tot mei. De soort overwintert als pop.
Het verspreidingsgebied van Odontosia sieversii loopt van Noord- en Centraal-Europa tot het noorden van China en Japan.